# Bailiaspis
Genre
Bailiaspis est un genre fossile de trilobites de l'ordre des Ptychopariida, du sous-ordre des Ptychopariina et de la famille ds Conocoryphidae. Les espèces datent du Cambrien.

## Espèces
- Bailiaspis elegans (synonyme Conocephalites elegans) - Canada (Nouveau-Brunswick)
- Bailiaspis glabrata - Espagne
- Bailiaspis griffei - France (Languedoc-Roussillon)
- Bailiaspis menneri - Russie
- Bailiaspis picta - USA (Alaska)
- Bailiaspis souchoni - France
- Bailiaspis venusta - Canada (Terre-Neuve et Labrador)